# Criminologia marxista
A criminologia marxista é uma das escolas de criminologia. Corresponde ao trabalho da escola do funcionalismo estrutural, que se concentra no que produz estabilidade e continuidade na sociedade, mas, ao contrário dos funcionalistas, adota uma filosofia política pré-definida. Assim como a criminologia de conflitos, ele se concentra em por que as coisas mudam, identifica forças disruptivas nas sociedades industriais e descreve como a sociedade é dividida por poder, riqueza, prestígio e visão de mundo. "A forma e a natureza do sistema legal em sociedades complexas podem ser compreendidas em termos dos conflitos inerentes à estrutura dessas sociedades  econômica e politicamente estratificadas" (Chambliss, 1971). Diz respeito aos vínculos causais entre a sociedade e o crime, ou seja, a construção de uma compreensão crítica de como o ambiente social imediato e estrutural cria o crime e as condições criminógenas.
Karl Marx argumentou que a lei é o mecanismo pelo qual uma classe social, geralmente chamada de " classe dominante ", mantém todas as outras classes em posição de desvantagem. Assim, esta escola usa uma lente marxista através da qual, inter alia (entre outras coisas), considera o processo de criminalização e explica por que alguns atos são definidos como desviantes enquanto outros não o são. Portanto, está interessado em crimes políticos, crimes de estado e crimes corporativos de estado .

## Discussão
O marxismo fornece uma base teórica sistemática para interrogar os arranjos estruturais sociais, e a hipótese de que o poder econômico é traduzido em poder político explica substancialmente o desempoderamento geral da maioria que vive no estado moderno e as limitações do discurso político. Portanto, seja direta ou indiretamente, informa muito da pesquisa sobre fenômenos sociais não apenas na criminologia, mas também na semiótica e em outras disciplinas que exploram as relações estruturais de poder, conhecimento, significado e interesses posicionais dentro da sociedade.
Muitos criminologistas concordam  que para uma sociedade funcionar eficientemente, a ordem social é necessária e que a conformidade é induzida por meio de um processo de socialização . “Lei” é o rótulo dado a um dos meios utilizados para fazer valer os interesses do Estado . Assim, porque cada estado é soberano, a lei pode ser usada para qualquer finalidade. Também é consenso que, seja a sociedade meritocrática, democrática ou autocrática, um pequeno grupo surge para liderar. A razão para o surgimento desse grupo pode ser sua capacidade de usar o poder de forma mais eficaz ou a simples conveniência de que, à medida que o tamanho da população cresce, a delegação de poderes de tomada de decisão a um grupo representativo da maioria leva a uma maior eficiência. Os marxistas criticam as ideias, valores e normas da ideologia capitalista e caracterizam o estado moderno como estando sob o controle do grupo que possui os meios de produção. Por exemplo, William Chambliss (1973) examinou a maneira pela qual as leis de vadiagem foram alteradas para refletir os interesses da elite dominante. Ele também observou como a Lei Colonial Britânica foi aplicada na África Oriental, para que a "classe dominante" capitalista pudesse lucrar com as plantações de café,  e como a lei na Inglaterra medieval beneficiava os proprietários de terras feudais.  Da mesma forma, Pearce (2003) analisa as evidências de que o crime corporativo é generalizado, mas raramente é processado.
Esses pesquisadores afirmam que o poder político é usado para reforçar a desigualdade econômica ao incorporar os direitos individuais de propriedade na lei e que a pobreza resultante é uma das causas da atividade criminosa como meio de sobrevivência. Os marxistas argumentam que uma sociedade socialista com propriedade comunal dos meios de produção teria muito menos crimes. De fato, Milton Mankoff afirma que há muito menos crimes na Europa Ocidental do que nos Estados Unidos porque a Europa é mais "socialista" do que a América. A implicação de tais pontos de vista é que a solução para o "problema do crime" é engajar-se em uma revolução socialista.
Outra questão surge quando se aplica a teoria da alienação de Marx. Diz-se que parte do crime se deve ao fato de a sociedade oferecer apenas empregos de baixa qualidade e pouca criatividade. No entanto, é problemático caracterizar alguns crimes como "crimes da classe trabalhadora" e retratá-los como uma resposta à opressão. Ele rotula seletivamente crimes cometidos por pessoas simplesmente com base em sua afiliação de classe, sem se envolver em vitimologia para determinar se uma determinada classe ou grupo tem maior probabilidade de ser vítima de tal crime (já que muitos criminosos não querem viajar para longe). , o crime da classe trabalhadora geralmente visa pessoas da classe trabalhadora que vivem na mesma área). De fato, as desigualdades sociais no crime podem variar por idade, classe, etnia, gênero, demografia e localização. Isso pode colocar alguns indivíduos em risco de vitimização simplesmente por localização ou até mesmo por sua rotina diária. De acordo com Miethe e Stafford, diferentes papéis se correlacionam com os riscos de vitimização, e "mudanças estruturais nas formas de agir afetam a quantidade de crimes". Os três elementos essenciais da vitimização são "perpetradores motivados, alvos adequados e falta de tutores competentes".
Além disso, se a anomia (a sensação que se tem quando não há mais nenhum tipo de regulação ou previsibilidade na vida de alguém) é a causa primária do crime, deveria haver uma teoria para explicar por que apenas algumas pessoas da classe trabalhadora cometem crimes. De acordo com Charles R. Tittle, a anomia pode ser considerada uma das oito teorias ou escolas que "[implicam] uma associação negativa entre o status socioeconômico e a probabilidade de comportamento criminoso". Mas se houver evidências de que alguns indivíduos e, em alguns casos, grupos inteiros são alienados da sociedade dominante, deve haver uma pesquisa detalhada sobre o efeito que isso tem na sociedade como um todo (ver falta de normas ). Nessa pesquisa, o marxismo tende a se concentrar nas forças sociais, e não nos motivos dos indivíduos e em sua capacidade dualista para o certo e o errado, o moral e o imoral. Isso pode levar a uma explicação menos abrangente de por que as pessoas exercem sua autonomia escolhendo agir de determinadas maneiras. Em comparação, na sociologia do desvio, Robert K. Merton toma emprestado o conceito de anomia de Durkheim para formar a Teoria da Tensão . Merton argumenta que o verdadeiro problema da alienação não é criado por uma mudança social repentina, como propôs Durkheim, mas sim por uma estrutura social que mantém os mesmos objetivos para todos os seus membros sem dar a eles meios iguais para alcançá-los. É essa falta de integração entre o que a cultura exige e o que a estrutura permite que causa o comportamento desviante. O desvio, então, é um sintoma da estrutura social. Taylor e outros. pretendem uma combinação de interacionismo e marxismo como uma alternativa radical às teorias anteriores para formular uma "teoria totalmente social do desvio".
De acordo com o dicionário Oxford, o desvio pode ser definido como "afastamento dos padrões usuais ou aceitos, especialmente no comportamento social ou sexual". O poder de rotular o comportamento como "desviante" surge em parte da distribuição desigual do poder dentro do estado e, como o julgamento carrega a autoridade do estado, atribui maior estigma ao comportamento proibido. Isso é verdade, independentemente da orientação política do Estado. Todos os estados promulgam leis que, em maior ou menor grau, protegem a propriedade. Isso pode assumir a forma de roubo ou proibir danos ou invasão. Mesmo que uma lei de roubo não pareça crítica, uma análise marxista das taxas de condenação pode detectar desigualdades na forma como a lei é aplicada.  Assim, a decisão de processar ou condenar pode ser distorcida por ter os recursos para contratar um bom advogado . A mesma análise também pode mostrar que a distribuição da punição para um determinado crime pode variar de acordo com a classe social do autor do crime. Mas, a lei do roubo existe para proteger os interesses de todos aqueles que possuem propriedades. Não discrimina por referência à classe do proprietário. De fato, poucas leis em qualquer estado são elaboradas para proteger os interesses de propriedade com referência à classe, e a aceitação e aplicação das leis geralmente dependem de um consenso dentro da comunidade de que tais leis atendem às necessidades locais. Neste, uma comparação das taxas de criminalidade entre os estados mostra pouca correlação com referência à orientação política. As correlações que existem tendem a refletir disparidades entre ricos e pobres e características que descrevem o desenvolvimento do ambiente social e econômico. Assim, as taxas de crimes são comparáveis em estados onde há as maiores disparidades de distribuição de riqueza, independentemente de serem de primeiro, segundo ou terceiro mundo. 
Ronald L. Akers criticou a criminologia marxista alegando que as sociedades baseadas nos princípios marxistas "têm sido injustas e repressivas e não representam um futuro pelo qual os criminologistas devam lutar".
A criminologia marxista compartilha com a criminologia anarquista a visão de que o crime tem suas origens em uma ordem social injusta e que uma transformação radical da sociedade é desejável. Ao contrário dos marxistas, no entanto, que propõem que o capitalismo seja substituído pelo socialismo, os anarquistas rejeitam todas as estruturas hierárquicas ou autoritárias de poder.

## Principais Teóricos

### Willem Adriana Bonger
O criminologista holandês Willem Bonger acreditava em uma ligação causal entre o crime e as condições econômicas e sociais. Ele afirmou que o crime é de origem social e uma resposta normal às condições culturais prevalecentes. Em sociedades mais primitivas, ele afirmou que a sobrevivência requer mais altruísmo altruísta dentro da comunidade. Mas uma vez que a tecnologia agrícola melhorou e um excedente de alimentos foi gerado, os sistemas de troca e escambo começaram a oferecer a oportunidade para o egoísmo. Com o surgimento do capitalismo, surgiram forças sociais de competição e riqueza, resultando em uma distribuição desigual de recursos, avareza e individualismo. Uma vez que o interesse próprio e os impulsos mais egoístas se impõem, surge o crime. Os pobres cometiam crimes por necessidade ou por sentimento de injustiça. Assim, os detentores do poder controlam e impõem punições, equiparando a definição de crime a dano ou ameaça de dano à propriedade e aos interesses comerciais dos poderosos. Embora as atividades inerentes que compreendem, digamos, um roubo, possam ser idênticas, o roubo pelos pobres receberá maior ênfase do que o roubo pelos ricos. Isso terá duas consequências: direta, que aumentará a pressão pela sobrevivência em uma sociedade desigual, e indireta, que aumentará o sentimento de alienação entre os pobres. A criminalidade nas ruas era resultado das condições miseráveis em que os trabalhadores viviam em competição uns com os outros. Ele acreditava que a pobreza por si só não poderia ser a causa do crime, mas sim a pobreza aliada ao individualismo, materialismo, falsas necessidades, racismo e a falsa masculinidade da violência e dominação entre bandidos de rua.

### Thorsten Sellin
Sellin foi um sociólogo da Universidade da Pensilvânia e um dos pioneiros da criminologia científica. Seu método envolvia uma visão abrangente do assunto, incorporando fatores históricos, sociológicos, psicológicos e jurídicos à análise. Ele aplicou o marxismo e a teoria do conflito a um exame da diversidade cultural da sociedade industrial moderna. Em uma sociedade homogênea, normas ou códigos de comportamento surgirão e se tornarão leis onde a aplicação é necessária para preservar a cultura unitária. Mas onde culturas separadas divergem do mainstream, esses grupos minoritários estabelecerão suas próprias normas. A socialização será, portanto, para o subgrupo e para as normas dominantes. Quando as leis são promulgadas, elas representam as normas, valores e interesses dos grupos culturais ou étnicos dominantes em um estado que pode produzir Conflito Cultural de Fronteira. Quando as duas culturas interagem e uma procura estender sua influência sobre a outra, é provável que cada lado reaja de forma protetora. Se o equilíbrio de poder for relativamente igual, uma acomodação geralmente será alcançada. Mas se a distribuição de poder é desigual, o comportamento cotidiano do grupo minoritário pode ser definido como desviante. Quanto mais diversificada e heterogênea uma sociedade se torna, maior a probabilidade de conflitos mais frequentes, pois subgrupos que vivem de acordo com suas próprias regras quebram as regras de outros grupos.